# Skånland
Skånland (norw. Skånland kommune) – dawna norweska gmina leżąca w regionie Troms. Jej siedzibą była wieś Evenskjer. W 2020 została zlikwidowana, a jej obszar włączony do gminy Tjeldsund.
W momencie likwidacji gmina zajmowała 495 km² powierzchni, w tym 464,77 km² lądu i 30,23 km² wód słodkich. Była 210. norweską gminą pod względem powierzchni.

## Historia
Gmina została utworzona w 1926 roku z podziału gminy Trondenes. Ośrodkiem administracyjnym zostało wówczas Evenskjer. W 1964 roku do obszaru gminy zostały włączone tereny likwidowanej gminy Astafjord, jednocześnie część Skånland leżąca na wyspie Rollo została przeniesiona do gminy Ibestad.
W 2020 roku obszary gmin Skånland i Tjeldsund zostały połączone, tworząc nową większą gminę Tjeldsund.

## Demografia
W 2019 roku gminę zamieszkiwało 3009 osób, co dawało gęstość zaludnienia 6,08 os/km².
| Rok  | Populacja | Kobiety | Mężczyźni |
| ---- | --------- | ------- | --------- |
| 1995 | 3303      | 1609    | 1694      |
| 2000 | 3109      | 1542    | 1567      |
| 2005 | 2954      | 1480    | 1474      |
| 2010 | 2855      | 1410    | 1445      |
| 2015 | 2988      | 1470    | 1518      |
| 2019 | 3009      | 1453    | 1556      |

| wykształcenie stan na 1 października 2004 |        |         |        |        |
|                                           | podst. | średnie | wyższe | niezn. |
| osób                                      | 572    | 1460    | 417    | 30     |
| %                                         | 23,07% | 58,89%  | 16,82% | 1,21%  |

## Edukacja
Według danych z 1 października 2004:
- liczba szkół podstawowych (norw. grunnskolar): 4
- liczba uczniów szkół podst.: 336

## Władze gminy
Według danych na rok 2011 administratorem gminy (norw. rådmann) jest Merete Hessen, natomiast burmistrzem (norw. ordfører, d. borgermester) jest Svein Erling Berg.